# Gulf Railway
| Streckenlänge: | 2177 km              |                              |                              |
| Spurweite: | 1435 mm (Normalspur) |                              |                              |
| |                      |                              |                              |
| \| \| \| Kuwait (Kuwait) \| \| \| \| \| \| \| \| \| \| al-Dschubail (Saudi-Arabien) \| \| \| \| \| Dammam \| \| \| \| \| nach Riad \| \| \| \| \| \| \| \| \| \| King Hamad Causeway \| \| \| \| \| \| (Bahrain) \| \| \| \| Freundschaftsbrücke \| \| \| \| \| Doha (Katar) \| \| \| \| \| Salwa (Saudi-Arabien) \| \| \| \| \| \| \| \| \| \| Al Batha \| \| \| \| \| \| \| \| \| \| Ghuwaifat (VAE) \| \| \| \| \| Ruwais \| \| \| \| \| \| \| \| \| \| Tarif \| \| \| \| \| \| \| \| \| \| Shah \| \| \| \| \| Abu Dhabi \| \| \| \| \| Al Ain \| \| \| \| \| \| \| \| \| \| Suhar (Oman) \| \| \| \| \| Maskat \| \| |                      |                              |                              |
| Kopfbahnhof Streckenanfang (Strecke außer Betrieb) |                      | Kuwait (Kuwait)              | Kuwait (Kuwait)              |
| Grenze (Strecke außer Betrieb) |                      |                              |                              |
| Kopfbahnhof Strecke bis hier außer Betrieb |                      | al-Dschubail (Saudi-Arabien) | al-Dschubail (Saudi-Arabien) |
| Bahnhof |                      | Dammam                       | Dammam                       |
| Abzweig ehemals geradeaus und nach rechts |                      | nach Riad                    | nach Riad                    |
| Abzweig geradeaus und nach links (Strecke außer Betrieb) · Strecke von rechts (außer Betrieb) |                      |                              |                              |
| Strecke (außer Betrieb) · Grenze auf Brücke über Wasserlauf (Strecke außer Betrieb) |                      | King Hamad Causeway          | King Hamad Causeway          |
| Strecke (außer Betrieb) · Bahnhof (Strecke außer Betrieb) |                      |                              | (Bahrain)                    |
| Strecke (außer Betrieb) · Grenze auf Brücke über Wasserlauf (Strecke außer Betrieb) |                      | Freundschaftsbrücke          | Freundschaftsbrücke          |
| Strecke (außer Betrieb) · Bahnhof (Strecke außer Betrieb) |                      | Doha (Katar)                 | Doha (Katar)                 |
| Haltepunkt / Haltestelle (Strecke außer Betrieb) · Grenze (Strecke außer Betrieb) |                      | Salwa (Saudi-Arabien)        | Salwa (Saudi-Arabien)        |
| Abzweig geradeaus und nach links (Strecke außer Betrieb) · Strecke nach rechts (außer Betrieb) |                      |                              |                              |
| Haltepunkt / Haltestelle (Strecke außer Betrieb) |                      | Al Batha                     | Al Batha                     |
| Grenze (Strecke außer Betrieb) |                      |                              |                              |
| Bahnhof (Strecke außer Betrieb) |                      | Ghuwaifat (VAE)              | Ghuwaifat (VAE)              |
| Strecke (außer Betrieb) · Betriebs-/Güterbahnhof Streckenanfang |                      | Ruwais                       | Ruwais                       |
| Abzweig ehemals geradeaus und von links · Strecke nach rechts |                      |                              |                              |
| Bahnhof |                      | Tarif                        | Tarif                        |
| Strecke von links · Abzweig geradeaus und nach rechts |                      |                              |                              |
| Kopfbahnhof Streckenende · Strecke |                      | Shah                         | Shah                         |
| Kopfbahnhof Strecke ab hier außer Betrieb |                      | Abu Dhabi                    | Abu Dhabi                    |
| Bahnhof (Strecke außer Betrieb) |                      | Al Ain                       | Al Ain                       |
| Grenze (Strecke außer Betrieb) |                      |                              |                              |
| Bahnhof (Strecke außer Betrieb) |                      | Suhar (Oman)                 | Suhar (Oman)                 |
| Kopfbahnhof Streckenende (Strecke außer Betrieb) |                      | Maskat                       | Maskat                       |

Die Gulf Railway, auch GCC Railway, ist eine Bahnstrecke, die alle sechs Staaten des Golf-Kooperationsrats am Persischen Golf verbinden soll. Sie soll eine Gesamtlänge von 2177 Kilometern haben.

## Technische Parameter
Die Strecke soll jeweils – abgesehen von Saudi-Arabien – auch die wichtigsten Städte der beteiligten Länder anbinden.
Für die künftigen Strecken der Gulf Railway sind einheitliche technische Bestimmungen vereinbart. Sie sollen nach saudi-arabischem Normen mit Achslasten für 32,5 Tonnen und einer zulässigen Höchstgeschwindigkeit von 120 km/h im Güterverkehr und 220 km/h für Reisezüge ausgelegt werden. Eine Elektrifizierung ist nicht vorgesehen. Der Verkehr soll mit Fahrzeugen mit dieselelektrischem Antrieb erfolgen. Als Schienenprofil ist ausschließlich UIC 60 vorgesehen.
Im Güterverkehr sollen Lokomotiven vom Typ SD70ACS von Electro-Motive Diesel eingesetzt werden, die für die extremen klimatischen Bedingungen von mehr als 50 °C Außentemperaturen konstruiert wurden, druckluft-gereinigte Sandfilter und einem absenkbaren Sandpflug besitzen. 25 Lokomotiven des Typs sind einige Jahre in Saudi-Arabien gefahren und 7 Stück in den VAR in Betrieb. Etihad will weitere 38 Lokomotiven des Typs einsetzen, wenn die entsprechenden Bahnstrecken fertiggestellt sind. Geplant ist auch der Verkehr mit von Doppelstock-Containertragwagen.
Es ist ein einheitliches Betriebskonzept vorgesehen, so dass alle Züge grenzüberschreitend eingesetzt werden können. Zwischen den Staaten des Kooperationsrats gibt es freien Waren- und Personenverkehr, sodass Waren- und Grenzkontrollen entfallen.

## Geschichte
Der Golf-Kooperationsrat beschloss, dass die Gulf Railway auf dem Hoheitsgebiet jeden Mitgliedsstaats jeweils von diesem selbst gebaut werden soll.
2009 wurde das Projekt auf dem 30. Gipfel des Golf-Kooperationsrats genehmigt und eine erste Gulf Railway Authority eingesetzt, die das Projekt ausführen soll. Ursprüngliches Ziel war, das Projekt 2018 fertigzustellen. Nach dem Einbruch des Ölpreises 2014 war der Termin nicht mehr zu halten und wurde auf 2021 oder 2023 verschoben. Auch dieser Termin wurde nicht gehalten, was der Katar-Krise 2017 bis 2021 zugerechnet wird. Der Bau der 45 Kilometer langen Freundschaftsbrücke zwischen Bahrain und Katar wurde abgebrochen, auch der King Hamad Causeway ist noch nicht gebaut. Beide Brücken sind wichtige Teile für das Projekt und bilden die Verbindungen Bahrains zum Festland. Auch die erste Gulf Railway Authority wurde zwischenzeitlich aufgelöst, denn 2022 wurde sie erneut gegründet.
Am 16. November 2023 gab es einen Beschluss der Verkehrsminister des Golf-Kooperationsrats, das Projekt zu vollenden. Nun wurde ein Fertigstellungstermin 2030 ins Auge gefasst.
2021 begannen in Kuwait die Bauarbeiten. Bahrain und Katar befanden sich weiter in der Planungsphase. In Saudi-Arabien steht die Verbindung zwischen Dammam und al-Dschubail, soll aber im Zuge der Saudi Landbridge ausgebaut werden – von der Gulf Railway ist in diesem Zusammenhang nicht die Rede, ebenfalls nicht hinsichtlich der küstenparallelen Anschlussstrecken in die Nachbarländer. Der Abschnitt in Saudi-Arabien ist aber das Kernstück des Projekts. Solange dort die Strecken und die Verbindungen zu den Nachbarländern nicht in Betrieb sind, gibt es für die anderen Länder wenig Anreize, ihren Teil fertigzustellen. In den Vereinigten Arabischen Emiraten ist der Bahnbau weit fortgeschritten und der überwiegende Teil der Strecke, die auch die Gulf Railway nutzen soll, bereits im Güterverkehr in Betrieb. Der Streckenabschnitt in Oman befinden sich ebenfalls in der Planungsphase. Am 23. September 2022 schlossen Etihad Rail, die Bahngesellschaft der Vereinigten Arabischen Emirate, und Oman Rail einen Vertrag im Umfang von 3 Mrd. US$ über den Bau einer 303 km langen, grenzüberschreitenden Strecke, deren Endpunkt der Hafen von Suhar in Oman und damit auch der Endpunkt der Gulf Railway werden soll.
Die Gesamtkosten des Projektes wurden 2018 auf 240 Milliarden US-Dollar geschätzt. Die Betriebskosten für das Gesamtnetz sollen anteilig nach der Streckenlänge aufgeteilt werden.